# Andrine Hegerberg
Andrine Stolsmo Hegerberg (Sunndalsøra, 1993. június 6. –) norvég női válogatott labdarúgó. Az olasz első osztályú AS Roma játékosa.

## Pályafutása
Andrine korai gyermekkorában találkozott először a labdával. Édesanyja – aki korábban a Trondheims-Ørn játékosa volt – sokszor jegyezte meg viccesen, hogy előbb tanult meg futni, mint járni.

### Klubcsapatokban

#### A kezdetek
2007-ig a Sundallnál játszott, majd miután Kolbotnba költöztek a helyi csapatnál fejlesztette tovább képességeit. Három bajnoki bronzérmet szerzett klubjával, de mivel nagy célokat tűzött maga elé, 2012-ben testvérével együtt távoztak a Stabæk gárdájához, ahol bajnoki ezüstérmet és kupagyőzelmet értek el csapatukkal.

#### 1. FFC Turbine Potsdam
A többszörös német bajnok és Bajnokok Ligája győztes 1. FFC Turbine Potsdam jelentkezett be értük a 2012–2013-as német bajnoki szezon kezdete előtt és kétéves szerződést írtak alá. A bajnoki címvédés nem sikerült a potsdamiaknak, Andrine pedig elhagyta az együttest.

#### Birmingham City
A göteborgi csapatnál három évet töltött, azonban új kihívásra vágyott és a bajnokság végeztével a Birmingham City-hez szerződött.

#### Paris Saint-Germain
A francia Paris Saint-Germain január 30-án csábította magához Andrine-t, így újra egy kiírásban játszhatott Adával. A párizsi klubnál nem sikerült megvetnie a lábát és bár a 2018-as Coupe de France kiírását megnyerte a PSG-vel, a bajnokságban a Olympique Lyon hegemóniáját nem sikerült megtörni.

#### AS Roma
2019. július 18-án véglegessé vált, hogy szerződést köt az AS Romával.
Négy gólt szerzett első szezonjában és hamar csapata egyik meghatározó játékosává lépett elő, azonban 2021 januárjában keresztszalag szakadást szenvedett edzés közben.

### A válogatottban
Részt vett a 2017-es Európa-bajnokságon.

## Sikerei

### Klubcsapatokban
Norvég bajnoki ezüstérmes (1):
- Stabæk (1): 2012

 Norvég kupagyőztes (8):
- Stabæk (1): 2012

 Német bajnoki ezüstérmes (1):
- 1. FFC Turbine Potsdam (1): 2012–13

 Német kupadöntős (1):
- Stabæk (1): 2012–13

 Francia kupagyőztes (1):
- Paris Saint-Germain (1): 2018

 Olasz kupagyőztes (1):
- AS Roma (1): 2021

### A válogatottban
Norvégia
- U19-es Európa-bajnoki ezüstérmes: 2011